# Élections législatives norvégiennes de 1900
Des élections législatives se sont tenues en Norvège en 1900. Le Parti libéral a conservé sa majorité en remportant 77 des 114 sièges du Storting, le parlement norvégien.

## Résultats
| Parti                                 | Votes  | %     | Sièges | +/- |
| ------------------------------------- | ------ | ----- | ------ | --- |
| Parti libéral                         | 127142 | 54,0  | 77     | -2  |
| Parti conservateur                    | 96092  | 40,8  | 31     | + 6 |
| Parti libéral modéré                  | 96092  | 40,8  | 6      | - 4 |
| Parti travailliste                    | 7013   | 3,0   | 0      | 0   |
| Autres partis                         | 5163   | 2,2   | 0      | 0   |
| Votes blancs et non valables          | 3207   |       | 0      | 0   |
| Total                                 | 238617 | 100,0 | 114    | 0   |
| Électeurs enregistrés / participation | 416593 |       |        |     |
| Source: Nohlen & Stöven               |        |       |        |     |